# Waikato Rugby Union
Pour les articles homonymes, voir Waikato.
Maillots
Actualités
Dernière mise à jour : 7 août 2025.
La Waikato Rugby Union est la fédération de rugby à XV représentant la région du Waikato, située sur l'Île du Nord, en Nouvelle-Zélande. Tous ses joueurs sont éligibles pour disputer le Super Rugby avec la franchise des Chiefs.
Son équipe première évolue au Waikato Stadium à Hamilton et participe au championnat professionnel des provinces néo-zélandaises NPC depuis 2010.

## Histoire
La Waikato Rugby Union est fondée en 1921. Cette même année, elle dispute le tout premier match de son histoire sur la pelouse de la Taranaki Rugby Football Union. Les deux provinces se séparent sur un score de parité, 15 à 15. Elle obtient, lors de son troisième match, sa première victoire en l'emportant 6 à 0 contre la Manawatu Rugby Union. Waikato dispute pour la première fois un match à domicile à l'occasion d'une rencontre au Claudelands Showgrounds contre les New South Wales Waratahs. La sélection australienne de l'État de Nouvelle-Galles du Sud, en tournée sur le sol néo-zélandais, l'emporte sur le score de 28 à 11. En 1925 est construit le stade historique de l'équipe, le Rugby Park. En 1928 les couleurs actuelles de la WRU (rouge, jaune et noir) sont adoptées. Elles sont issues d'un mix des couleurs de deux clubs: Hamilton (jaune et noir) et Old Boys (rouge et noir).

## Palmarès
- Championnat des provinces (National Provincial Championship puis Air New Zealand Cup puis ITM Cup puis Mitre 10 Cup) :
  - Champion (3) : 1992, 2006, 2021
  - Finaliste (4) : 1998, 2002, 2010, 2011

- Ranfurly Shield :
  - Vainqueur (11) : 1951, 1952, 1966, 1980, 1993, 1996, 1997, 2007, 2012, 2015, 2018
  - Défenses victorieuses : 60

## Effectif 2025
| Piliers - George Dyer - Sefo Kautai (en) - Will Martin - Ollie Norris (en) - Taipari Quinn - Gabe Robinson - Mason Tupaea (en) Talonneurs - Pita Anae Ah-Sue - Manaaki Boyle-Tiatia - Sean Ralph - Samisoni Taukei'aho Deuxièmes lignes - Hamilton Burr (en) - Laghlan McWhannell (en) - James Tucker (en) | Troisièmes lignes - Liam Anderson - Jahrome Brown (en) - Samipeni Finau - Luke Jacobson - Mitch Jacobson (en) - Senita Lauaki - Oli Mathis (en) - Patrick McCurran - Xavier Saifoloi (en) - Andrew Smith - Malachi Wrampling-Alec (en) Demis de mêlée - Rui Farrant - Charlie Marsh - Cortez Ratima - Xavier Roe (en) Demis d'ouverture - Aaron Cruden - Taha Kemara (en) - Lima Sopoaga | Centres - Austin Anderson (en) - D'Angelo Leuila - Anton Lienert-Brown - Bailyn Sullivan (en) - Quinn Tupaea - Gideon Wrampling (en) Ailiers - Josh Moorby - Waisake Salabiau - Daniel Sinkinson (en) - Aki Tuivailala (en) Arrières - Tepaea Cook-Savage (en) - Liam Coombes-Fabling (en) - Damian McKenzie |

## Joueurs emblématiques
| - Stephen Donald - Hikairo Forbes - Jono Gibbes - Marty Holah - Byron Kelleher - Jonah Lomu - Tim Mikkelson - John Mitchell - Mils Muliaina - Bruce Reihana - Sitiveni Sivivatu - Mark van Gisbergen - Dominiko Waqaniburotu |